# 莱格朗捷
莱格朗捷（法語：Léglantiers，法語發音：[leɡlɑ̃tje]）是法国瓦兹省的一个市镇，位于该省中北部，属于克莱蒙区。

## 地理
莱格朗捷（49°29'46"N, 2°32'4"E）面积7.78 平方千米，位于法国上法蘭西大區瓦兹省，该省份为法国北部内陆省份，北起索姆省，西接厄尔省和滨海塞纳省，南至塞纳-马恩省和瓦兹河谷省，东临埃纳省。
与莱格朗捷接壤的市镇（或旧市镇、城区）包括：昂吉维莱尔、蒙捷、普龙勒鲁瓦、拉沃内勒、圣马丹奥布瓦。

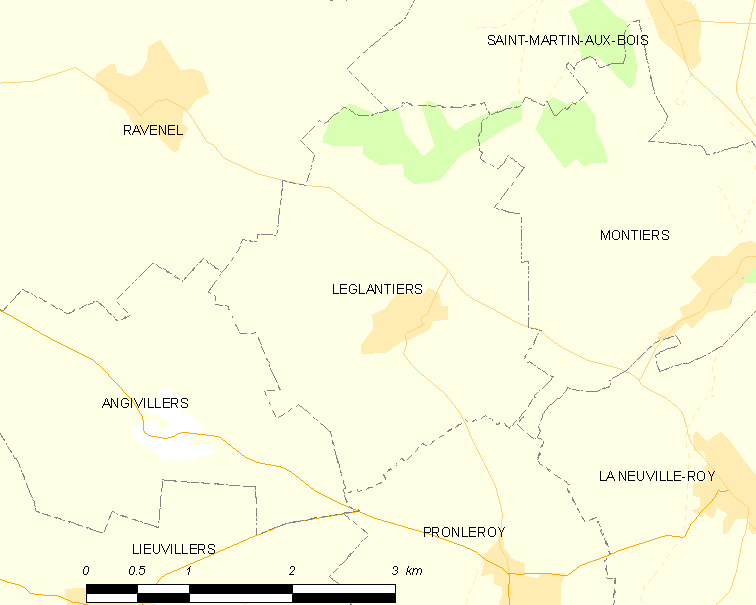
莱格朗捷的OSM定位图

莱格朗捷的时区为UTC+01:00、UTC+02:00（夏令时）。

## 行政
莱格朗捷的邮政编码为60420，INSEE市镇编码为60357。

## 政治
莱格朗捷所属的省级选区为埃斯特雷圣但尼县。

## 人口

1962-2008年间莱格朗捷人口变化图示

莱格朗捷于2022年1月1日时的人口数量为553人。